# Schneeengel

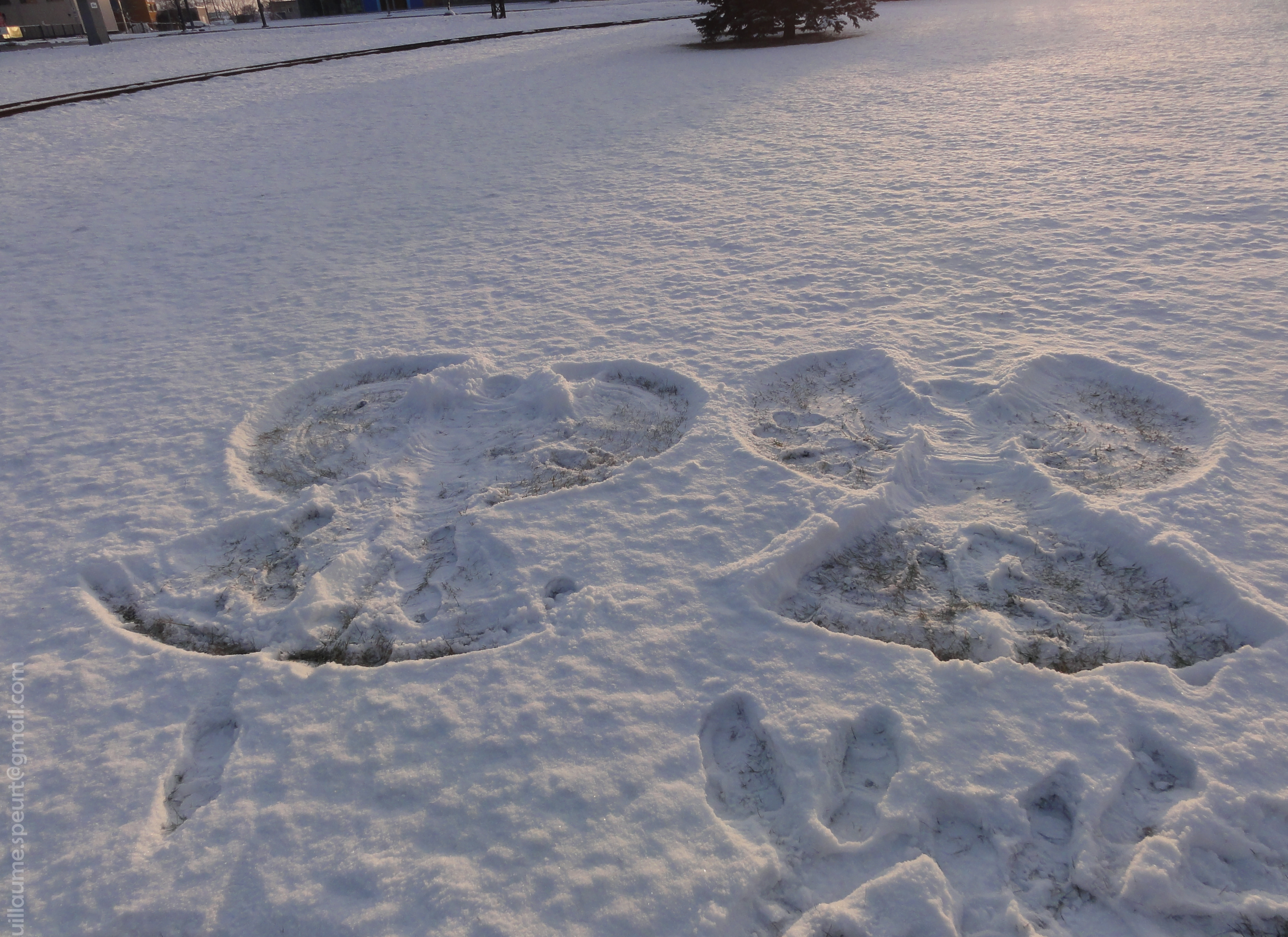
Zwei Schneeengel

Ein Schneeengel ist ein von einem Menschen erzeugter Abdruck im Schnee, der die Form eines Engels hat.
Das Erzeugen eines Schneeengels ist ein in den schneereichen Regionen Nordamerikas beliebtes und sehr verbreitetes winterliches Kinderspiel, das in der Kinderfolklore der Vereinigten Staaten und Kanadas einen ähnlich hohen Stellenwert einnimmt wie in Deutschland der Schneemannbau oder das Werfen von Schneebällen. Allerdings gibt es auch viele Erwachsene, die Schneeengel erzeugen.

## Methode

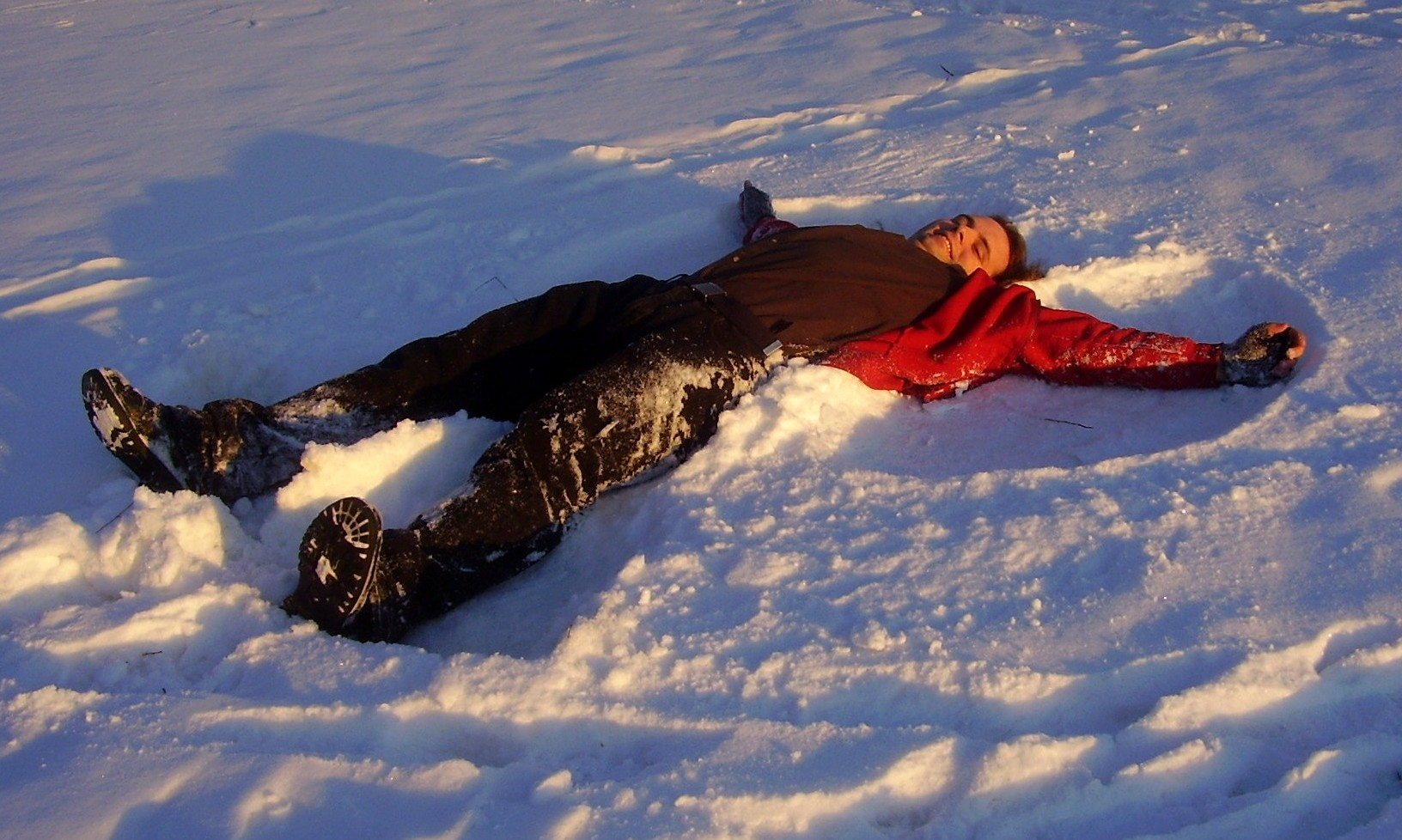
Erwachsene Person bei der Anfertigung eines Schneeengels

Die Erzeugung eines Schneeengels ist einfach. Der erste Schritt besteht darin, eine unberührte, glatte Schneefläche zu finden. Die Person legt sich in diese Fläche rücklings mit seitlich ausgestreckten Armen hinein und rudert dann mit Armen und Beinen auf und ab bzw. hin und her. Dadurch entstehen im Schnee vier Mulden, die die „Flügel“ und „Gewand“-Hälften des Engels bilden.

## Variation
Eine Variation ist der Schneeadler. Beim Erstellen eines Schneeadlers rudert die Person nicht über eine Fläche, sondern drückt Arme und Beine in kurzem Abstand versetzt in den Schnee, so dass das Bild eines Gefieders entsteht.

## Weltrekord
Laut Guinness-Buch der Rekorde hält North Dakota den Weltrekord für die größte Zahl von Schneeengeln, die zur selben Zeit am selben Ort erzeugt worden sind. Am 18. Februar 2007 wurden auf dem Gelände des Parlamentsgebäudes in Bismarck gleichzeitig 8.962 Schneeengel erstellt.